# オスマル・イバニェス
オスマル・イバニェス・バルバ（Osmar Ibáñez Barba、1988年6月5日 - ）は、スペイン・カンタブリア州サントーニャ出身のサッカー選手。Kリーグ2・ソウルイーランドFC所属。ポジションはディフェンダー（DF）、ミッドフィールダー（MF）。FCソウルの外国籍選手の公式戦最多出場記録保持者。
Kリーグ、Jリーグ時代の登録名はオスマル（ハングル: 오스마르）。

## 来歴

### ラシン・サンタンデール
カンタブリア州の州都サンタンデールのクラブであるラシン・サンタンデールのユースチームでサッカーを始めた。テルセーラ・ディビシオンのUDサラマンカ Bへのローン移籍で成功を収めた後、ラシン・サンタンデールBに戻り、2008-09シーズンのセグンダ・ディビシオンBでチームトップの6得点（30試合）をあげる活躍をみせた。
2009年11月8日、プリメーラ・ディビシオンのアスレティック・ビルバオ戦（H）でトップチームデビューを果たした。しかし、2010-11、2011-12シーズンは合計12試合しか出場機会がなく、チームはセグンダ・ディビシオンに降格した。

### ブリーラム・ユナイテッドFC
2012年7月25日、タイ・プレミアリーグのブリーラム・ユナイテッドFCに2年半の契約で移籍すると発表された。
同年8月1日、タイFAカップ3回戦のチョンブリーFC戦でデビューした。2012年はFAカップ、タイ・リーグカップで優勝した。
2013年2月13日、AFCチャンピオンズリーグ2013予選プレーオフのブリスベン・ロアーFC戦に主将として先発フル出場し、AFCチャンピオンズリーグデビューを果たした。ブリスベン・ロアー戦ではPK戦の一番手を務め、PKを成功させた。同26日のグループリーグ第1節ベガルタ仙台戦（A）で初得点を記録すると、第5節のベガルタ仙台戦（H）、準々決勝のエステグラルFC戦（H）でも得点した。
2013年はプレミアリーグ、FAカップ、リーグカップ、コー・ロイヤルカップで優勝し、すべての国内タイトルを獲得した。オスマルはプレミアリーグ2013の最優秀ディフェンダー賞を受賞した。

### FCソウル
2014年1月、KリーグクラシックのFCソウルに3年契約で移籍すると発表された。チャンピオンシップのレスター・シティFCのトライアルに参加していたが契約には至らなかった。オスマルはKリーグのクラブと契約した最初のスペイン人サッカー選手になった。2016年、Kリーグクラシックの年間ベストイレブンを受賞。

### セレッソ大阪
2018年2月、セレッソ大阪への期限付き移籍が発表された。9月1日、J1第25節の浦和レッズ戦で前半29分にセットプレーのボールをダイレクトで合わせ、Jリーグ初ゴールを決めた。

### ソウルイーランドFC
2024年、FCソウルを退団し、同じソウルを本拠地とするＫリーグ2のソウルイーランドFCへ移籍。

## 個人成績
| 国内大会個人成績 | 国内大会個人成績 | 国内大会個人成績 | 国内大会個人成績 | 国内大会個人成績 | 国内大会個人成績 | 国内大会個人成績 | 国内大会個人成績 | 国内大会個人成績 | 国内大会個人成績 | 国内大会個人成績 | 国内大会個人成績 |
| 年度             | クラブ           | 背番号           | リーグ           | リーグ戦         | リーグ戦         | リーグ杯         | リーグ杯         | オープン杯       | オープン杯       | 期間通算         | 期間通算         |
| 年度             | クラブ           | 背番号           | リーグ           | 出場             | 得点             | 出場             | 得点             | 出場             | 得点             | 出場             | 得点             |
| 日本             | 日本             | 日本             | 日本             | リーグ戦         | リーグ戦         | リーグ杯         | リーグ杯         | 天皇杯           | 天皇杯           | 期間通算         | 期間通算         |
| ---------------- | ---------------- | ---------------- | ---------------- | ---------------- | ---------------- | ---------------- | ---------------- | ---------------- | ---------------- | ---------------- | ---------------- |
| 2018             | C大阪            | 43               | J1               | 17               | 2                | 0                | 0                |                  |                  |                  |                  |
| 2018             | C大阪23          | 43               | J3               | 1                | 0                | -                | -                |                  |                  |                  |                  |
| 通算             | 日本             | 日本             | J1               | 17               | 2                | 0                | 0                |                  |                  |                  |                  |
| 通算             | 日本             | 日本             | J3               | 1                | 0                | -                | -                |                  |                  |                  |                  |
| 総通算           | 総通算           | 総通算           | 総通算           | 18               | 2                | 0                | 0                |                  |                  |                  |                  |

## タイトル

### クラブ
ブリーラム・ユナイテッドFC
- タイ・プレミアリーグ：1回 (2013)
- タイFAカップ：2回 (2012, 2013)
- タイ・リーグカップ：2回 (2012, 2013)
- コー・ロイヤルカップ：1回 (2013)

### 個人
- タイ・プレミアリーグ 最優秀ディフェンダー賞：1回 (2013)
- 韓国・Kリーグ 年間ベストイレブン：1回（2016）